# Bobby Smith Trophy
Die Bobby Smith Trophy ist eine Trophäe der Ontario Hockey League (OHL). Sie wird seit 1980 jährlich an den OHL-Spieler vergeben, der am besten gute spielerische Leistungen mit schulischem oder akademischem Erfolg paart. Sie ist nach Bobby Smith benannt, der von 1975 bis 1978 für die Ottawa 67’s in der Ontario Major Junior Hockey League aktiv war und sich durch diese Eigenschaften auszeichnete. Jeder Spieler, der von seinem Team für diese Auszeichnung nominiert wurde, wird automatisch in das OHL All-Scholastic-Team der jeweiligen Saison aufgenommen. Zudem nimmt der Trophäengewinner seit 1988 an der Wahl zum CHL Scholastic Player of the Year teil.
Die Bobby Smith Trophy ist mit dem Ivan Tennant Memorial Award sowie dem Roger Neilson Memorial Award vergleichbar, wobei diese beiden den schulischen Erfolg unabhängig von der spielerischen Leistung auszeichnen.

## Liste der Gewinner
- Jahr: Nennt das Jahr, in dem der Spieler die Bobby Smith Trophy gewonnen hat.
- Preisträger: Nennt den Namen des Gewinners.
- Team: Nennt das Franchise, für das der Spieler zum damaligen Zeitpunkt gespielt hat.

- Gelb unterlegte Spieler wurden in dieser Saison auch als CHL Scholastic Player of the Year ausgezeichnet.

| Jahr | Preisträger      | Team                         |
| ---- | ---------------- | ---------------------------- |
| 2025 | Michael Misa     | Saginaw Spirit               |
| 2024 | Carter George    | Owen Sound Attack            |
| 2023 | Colby Barlow     | Owen Sound Attack            |
| 2022 | Owen Beck        | Mississauga Steelheads       |
| 2021 | nicht vergeben   | nicht vergeben               |
| 2020 | Cole Perfetti    | Saginaw Spirit               |
| 2019 | Thomas Harley    | Mississauga Steelheads       |
| 2018 | Barrett Hayton   | Sault Ste. Marie Greyhounds  |
| 2017 | Sasha Chmelevski | Ottawa 67’s                  |
| 2016 | Nicolas Hague    | Mississauga Steelheads       |
| 2015 | Connor McDavid   | Erie Otters                  |
| 2014 | Connor McDavid   | Erie Otters                  |
| 2013 | Darnell Nurse    | Sault Ste. Marie Greyhounds  |
| 2012 | Adam Pelech      | Erie Otters                  |
| 2011 | Dougie Hamilton  | Niagara IceDogs              |
| 2010 | Erik Gudbranson  | Kingston Frontenacs          |
| 2009 | Matt Duchene     | Brampton Battalion           |
| 2008 | Ryan Ellis       | Windsor Spitfires            |
| 2007 | Steven Stamkos   | Sarnia Sting                 |
| 2006 | Danny Battochio  | Ottawa 67’s                  |
| 2005 | Richard Clune    | Sarnia Sting                 |
| 2004 | Scott Lehman     | Toronto St. Michael’s Majors |
| 2003 | Dustin Brown     | Guelph Storm                 |
| 2002 | Dustin Brown     | Guelph Storm                 |
| 2001 | Dustin Brown     | Guelph Storm                 |
| 2000 | Brad Boyes       | Erie Otters                  |
| 1999 | Rob Zepp         | Plymouth Whalers             |
| 1998 | Manny Malhotra   | Guelph Storm                 |
| 1997 | Jake McCracken   | Sault Ste. Marie Greyhounds  |
| 1996 | Boyd Devereaux   | Kitchener Rangers            |
| 1995 | Jamie Wright     | Guelph Storm                 |
| 1994 | Ethan Moreau     | Niagara Falls Thunder        |
| 1993 | Tim Spitzig      | Kitchener Rangers            |
| 1992 | Nathan LaFayette | Cornwall Royals              |
| 1991 | Nathan LaFayette | Cornwall Royals              |
| 1990 | Ryan Kuwabara    | Ottawa 67’s                  |
| 1989 | Brian Collinson  | Toronto Marlboros            |
| 1988 | Darrin Shannon   | Windsor Compuware Spitfires  |
| 1987 | John McIntyre    | Guelph Platers               |
| 1986 | Chris Clifford   | Kingston Canadians           |
| 1985 | Craig Billington | Belleville Bulls             |
| 1984 | Scott Tottle     | Peterborough Petes           |
| 1983 | Dave Gagner      | Brantford Alexanders         |
| 1982 | Dave Simpson     | London Knights               |
| 1981 | Doug Smith       | Ottawa 67’s                  |
| 1980 | Steve Konroyd    | Oshawa Generals              |